# اولترا ای‌پی
اولترا ای‌پی (ULTRA AP) خودرویی است. طول آن در حالت طبیعی ۱۷۵ اینچ (۴٬۴۴۵ میلیمتر)، عرض آن در حالت طبیعی ۶۵٫۵ اینچ (۱٬۶۶۴ میلیمتر) و وزن آن در حالت طبیعی ۸٬۹۰۰ پوند (۴٬۰۰۰ کیلوگرم) است.